# Кремер, Иоганн Виктор
Иоганн Виктор Кремер (нем. Johann Victor Krämer; 23 августа 1861, Адамов — 6 мая 1949, Вена) — австрийский художник.

## Биография

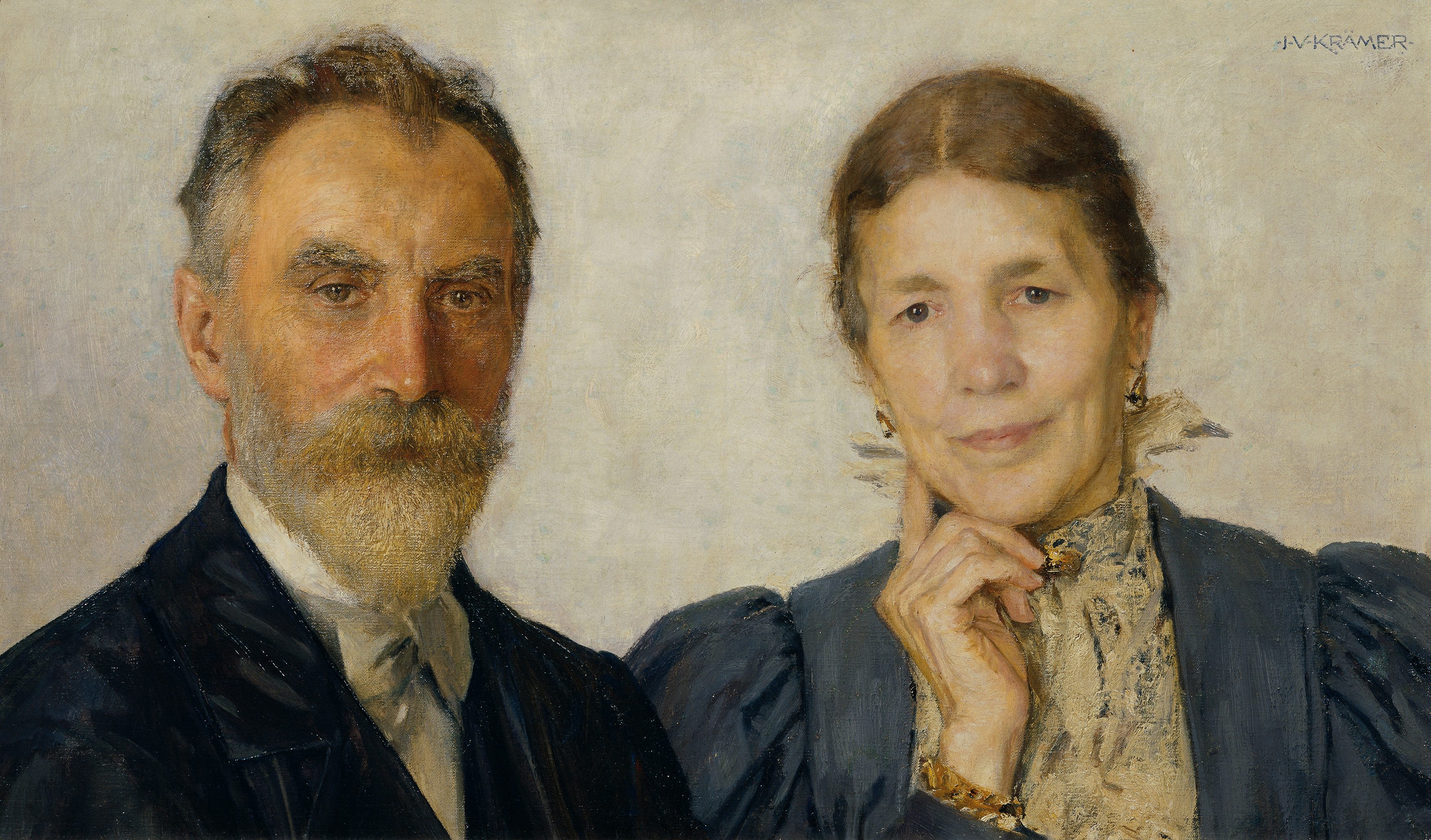
Портрет родителей художника, 1905, Галерея Бельведер, Вена

Родился в 1861 году в городе Адамсталь поблизости от Бланца в семье инженера. Получив материальную поддержку от местного землевладельца, князя Иоганна фон Лихтенштейна, Кремер отправился в Вену, где посещал сперва Школу прикладных искусств (1878—1881), а затем — вступительные классы Венской академии художеств (1881—83), после чего несколько лет (1883—88) учился в мастерской у художника-ориенталиста Леопольда Карла Мюллера.
В 1888 году получил австрийскую Римскую премию, благодаря чему смог (на деньги от премии) предпринять двухлетнее путешествие (в 1888—90 годах), посетив не только Рим, но и Париж, Лондон, Мадрид и Магриб (вместе с Германом Баром они побывали в Танжере). 
Вернувшись в Вену, Кремер начал работать, как самостоятельный живописец и владелец мастерской (1891). В 1897 году стал одним из основателей Венского сецессиона. В 1898—1900 годах предпринял второе большое путешествие, на этот раз — по Египту и Переднему Востоку, посетил, среди прочего, Абу-Симбел и Баальбек. 
После возвращения в Австрию, Кремер в октябре 1901 года, в возрасте сорока лет обручился с 18-летней Эдитой Маутнер-Маркхоф, однако, в мае 1902 года помолвка была разорвана. Эдита в дальнейшем сама стала довольно известной художницей (известна под фамилией своего мужа — Эдита Мозер). 
Скончался Кремер в 1949 году в Вене. 
Художественное наследие Кремера разнообразно. Он писал ориентальные, мифологические и религиозные сцены, портреты, пейзажи, однако при жизни в первую очередь был известен, как художник-ориенталист.

## Галерея

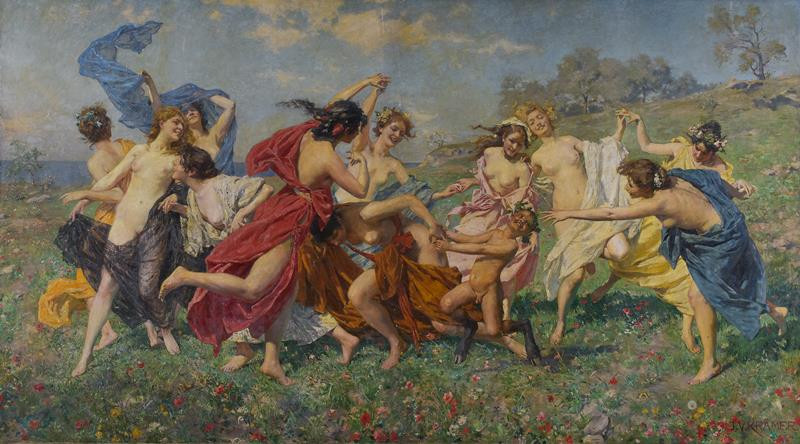
Нимфы, 1894
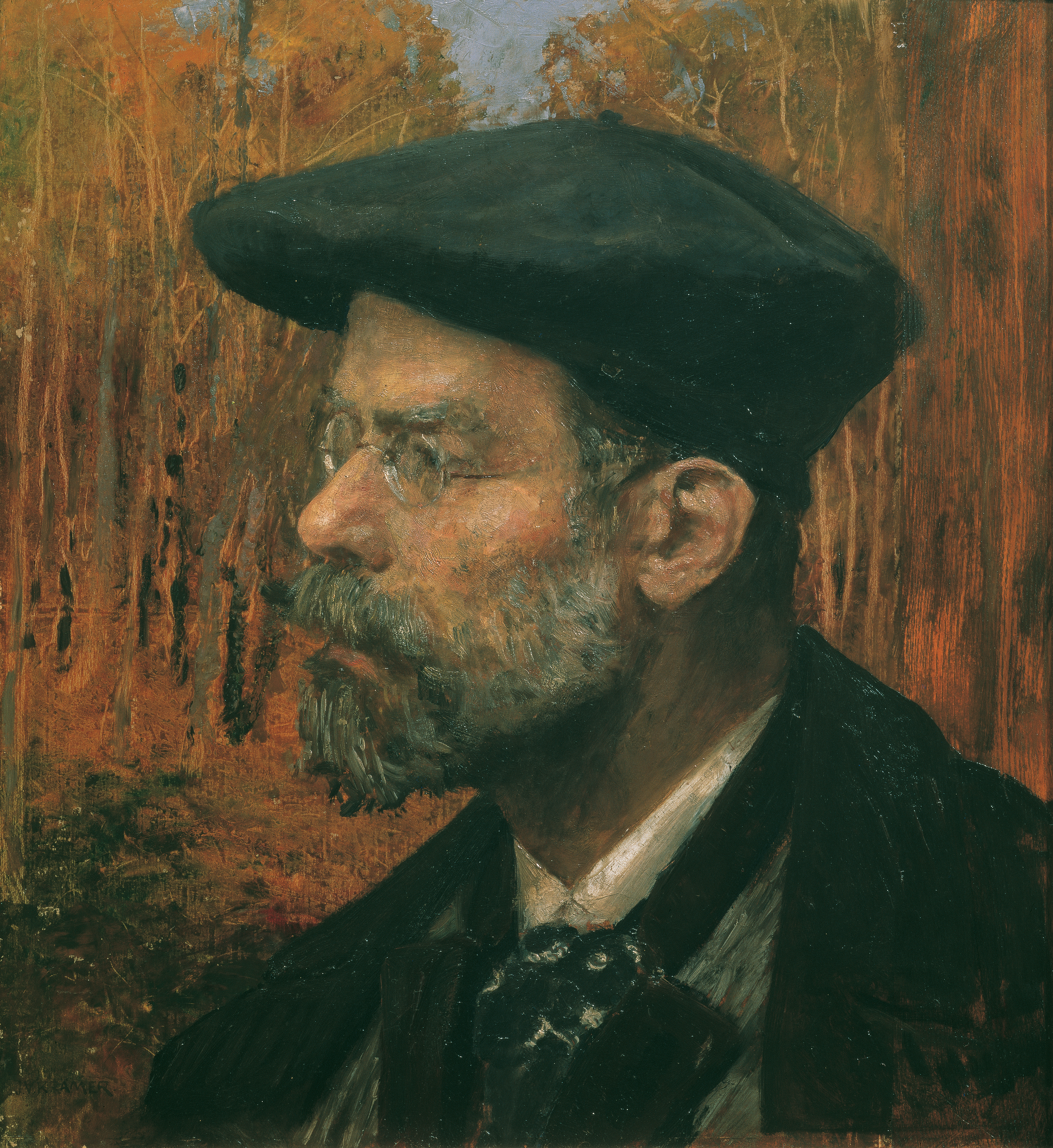
Портрет художника Теодора фон Хёрмана, Галерея Бельведер, Вена
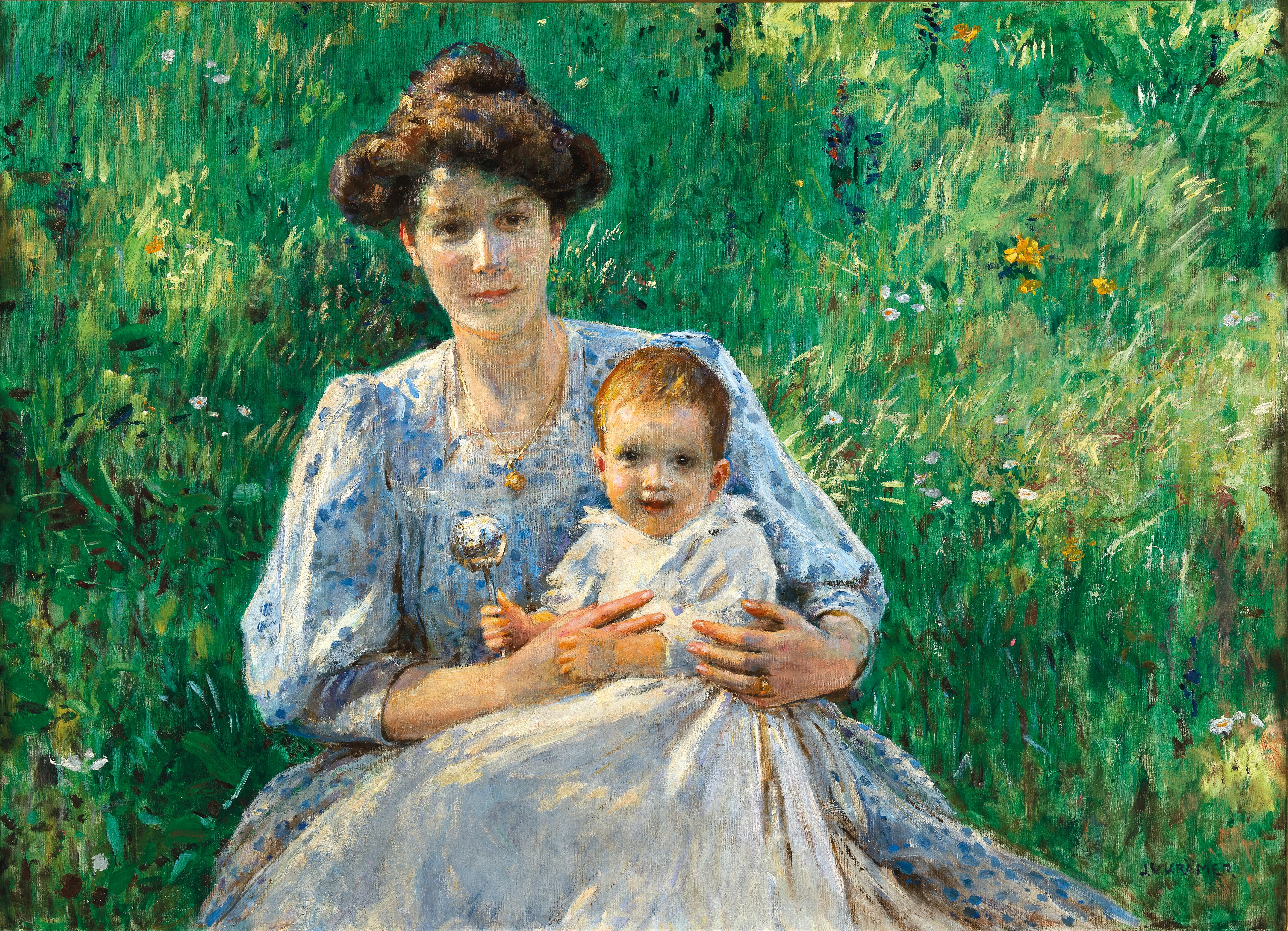
Мать и дитя
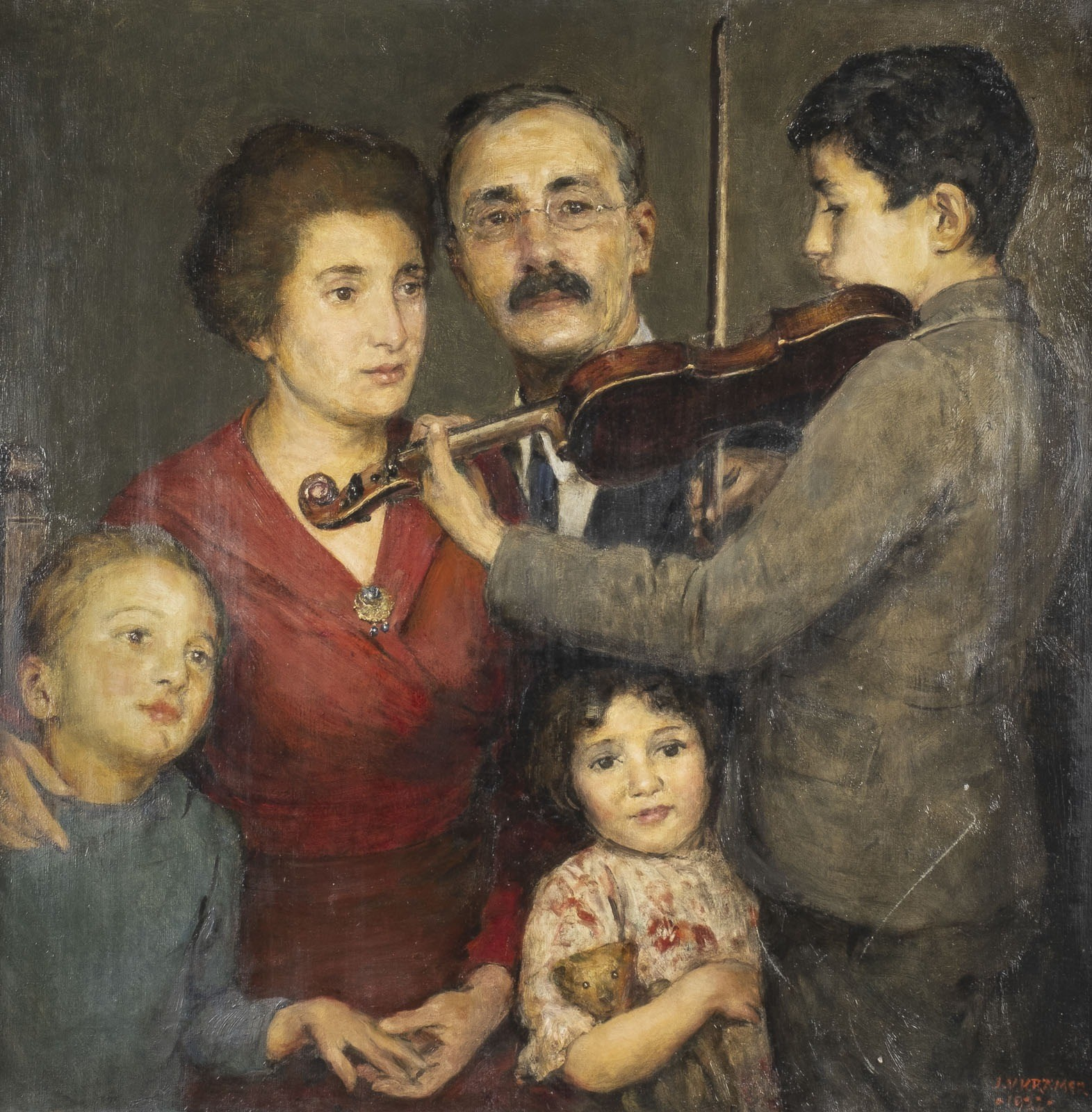
Семейный портрет, 1932, частное собрание